# Грегор Крек
Грегор Крек (словен. Gregor Krek; Четена Раван, 8. март 1840 — Грац, 2. август 1905) био је филолог, доктор славистике, и професор универзитета у Грацу.

## Живот и рад
Рођен је 8. марта 1840. године у Четењи у Горењској, у западном делу Крањске.
Завршио је гимназију у Љубљани 1860, а филозофски факултет у Грацу и Бечу. Од 1865. ради на реалци у Грацу, а 1867. хабилитирао је за славистику. Године 1871. постао је ванредни, а 1874. редовни професор словенске филологије на универзитету у Грацу.
Бавио се више широм славистиком него историјом језика свог народа, али је издавао и словеначке текстове, расправљао о страним утицајима на словеначки језик и износио црте из историје словеначког језика. Такође је проучавао предмете везане за словеначку народну традицију.
Од 1858. писао је песме за „Новице“, „Словенски Гласник“ и „Лептир“. Године 1862. изашла је његова збирка „Песми“, а 1863. романтична епска пјесма „На свети вечер о полночи“. Песме му се нису одликовале оригиналношћу. Као научник се касније скоро сасвим посветио проучавању традиционалне литературе.
Поред народне традиције, веома се занимао за словенску религију. О словенским божанствима је написао много мањих прилога. Главно му је дело о словенској литератури нем. Einleitung in die slavische Literaturgeschichte (1874), у коме је најинтересантнији одељак о словенској митологији. Године 1881. у друштву са Трстењаком и Скетом основао је белетристичко-научни лист „Крес“, у Целовцу, у којме је био уредник и објавио доста својих прилога.
Након пензионирања 1902. године, мислио је да последње дане живота проведе у Љубљани, али је због незгода које су му се тамо десиле морао да се врати у Грац.
Умро је 2. августа 1905. у Грацу, у 65. години живота.

## Академик
Био је дописни члан академије у Петровграду, Чешке академије наука Франц Јосиф, ЈАЗУ и многих учених друштава.
Био је дописни члан Српског ученог друштва од јуна 1878. и почасни је члан Српске краљевске академије од новембра 1892.